# Новороссийский морской порт
Новороссийский морской порт — один из крупнейших портов Чёрного моря, крупнейший порт России. Рекордсмен портов России по протяженности причальной линии, достигающей в длину 8,3 км. Морской порт расположен на северо-восточном побережье Чёрного моря в незамерзающей и удобной для судоходства Новороссийской, или Цемесской бухте. Навигация в порту длится круглый год, хотя и может прерываться в зимний период, когда с северо-востока дует ветер бора́, представляющий опасность для судов. Новороссийская бухта доступна для судов с осадкой до 19,0 м, а внутренняя акватория порта — до 12,5 м. Глубины вдоль наливных терминалов (от 8,4 до 15,6 м) позволяют принимать танкера дедвейтом до 250 000 т.

## Характеристика порта
Новороссийский морской порт находится на пересечении международных транспортных коридоров, которые связывают Россию со странами Средиземноморья, Ближнего Востока, Африки, Южной и Юго-Восточной Азии, Северной и Южной Америки, является конечным пунктом ответвлений ряда международных транспортных магистралей — Транссиба, ТРАСЕКА, транспортного коридора «Север — Юг», международного транспортного коридора № 9.
По грузообороту порт — крупнейший в России и Черноморском бассейне и третий в Европе. В частности, в 2011 году на него пришёлся 21 % всего грузооборота по России. На 2017 год в порту функционировало 89 причалов общей протяжённостью 15627 метров. Его пропускная способность по данным того года составляла 208793 тысяч тонн в год, в том числе 160688 тысяч тонн наливных грузов (нефть, нефтепродукты и пр.), 37509 тысяч тонн сухих грузов и 883 тысячи контейнеров в двадцатифутовом эквиваленте (TEU). Основные грузы, которые проходят через порт, — зерно, уголь, минеральные удобрения, лесоматериалы, нефть и нефтепродукты, контейнеры, пищевые и химические грузы. В 2014 году грузооборот порта составил 121,59 млн тонн, в том числе 720 тыс. TEU (второй по величине показатель в России и первый в Черноморском регионе). Общая длина причалов Новороссийского порта — 8,3 км. В составе порта действуют три грузовых района — Восточный, Центральный и Западный, пассажирский район и нефтегавань «Шесхарис»[уточнить] .

## История

### Российская Империя

#### Новороссийск и порт в середине XIX века
Суджукская бухта и другие части черноморского побережья перешли от Турции к России в 1829 году по условиям Адрианопольского мирного договора, который завершил Русско-турецкую войну 1828—1829 годов. Для обороны приобретённой территории от горских племён была заложена Черноморская береговая линия, частью которого стал форт в Суджукской бухте, основанный 12 сентября 1838 года. Приказом военного министра от 14 января 1839 форту было присвоено имя Новороссийск (производное от именования территориальных приобретений Российской Империи в Северном Причерноморье). По указанию Николая I бухту начали именовать Новороссийской или Цемесской (от названия впадающей в неё реки Цемес). Формирование Черноморской береговой линии прервало торговые связи между турецкими купцами и горцами, и укрепления было решено превратить в торговые узлы. Решением Комитета по делам Закавказского края от 11 марта 1844 года в Новороссийске был упрощён таможенный осмотр судов иностранных государств, уменьшены сборы и учреждена беспошлинная складка товаров. По высочайшему повелению Николая I 30 июня 1845 года в Новороссийске был открыт небольшой торговый порт. В 1846 году форт Новороссийск получил статус города.
В 1846 году порт принял 109 заграничных судов с товарами на сумму 10418 рублей и отправил 122 судна с товарами на 13798 рублей, в 1848 году принял 274 судна и отправил 273. Импорт, преимущественно турецкий, составляли выделанные кожи, хлопчатобумажные ткани, табак, посуда, овощи, фрукты и сахар. Российские суда поставляли строительные материалы, соль и вино. На экспорт шли рожь и пшеница, масло, сало, мёд и горские товары. Примитивные склады были возведены из местного обработанного камня, разгрузка и загрузка судов проводились на рейде бухты. По суше товары доставляли на конных подводах и телегах, по воде — на баркасах и фелюгах. На тот момент Новороссийск не играл существенной роли в торговой жизни России из-за оторванности от богатого Кубанского края и центральных губерний. В годы Крымской войны Новороссийск был разрушен до основания, и в 1858 году на его месте началось возведение Константиновского укрепления. В 1860 году город Новороссийск был официально упразднён и возобновлён 27 сентября 1866 года как административный центр новообразованного Черноморского округа, после чего в 1868—69 годах Константиновская крепость была разобрана на нужды города.

#### Конец XIX — начало XX века
В 1872 году по высочайшему повелению императора Александра II была создана комиссия для определения мест строительства новых портов на Черноморском побережье, которая в 1874 году пришла к выводу о нецелесообразности строительства главного порта в Цемесской бухте из-за сильных северо-восточных ветров и рекомендовала построить там каботажный порт. В 1874—75 годах под руководством министра путей сообщения Константина Посьета был разработан проект порта пропускной способностью 32 млн пудов и стоимостью 3,5 млн рублей, который получил высокое одобрение, но не был воплощён. Также на бумаге остался проект порта, предложенный Кавказским строительным обществом в 1876 году. Принятию решения по строительству порта поспособствовало строительство Владикавказской железной дороги, в составе которой планировалась ветка Тихорецкая — Новороссийск. Организация железной дороги и порта позволило бы сократить затраты на логистику зерна и поставлять кавказский хлеб на зарубежные рынки на выгодных условиях. Ещё до официального утверждения рельсового пути Общество Владикавказской железной дороги поручило инженеру Лисовскому разработать проект порта пропускной способностью 40 млн пудов по вывозу и 3,5 млн по ввозу. Проект Лисовского, как и более ранний проект Посьета, учитывал сложные погодные условия и предполагал размещение портовых объектов у основания Маркотхского хребта с ориентацией причалов в северо-восточном направлении. Однако правительство сочло необходимым строить порт общего пользования за казённый счёт и отклонило проект. В итоге Министерством путей сообщения разработало несколько проектов порта, которые отличались грузооборотом, стоимостью и сроком строительства, и Государственный совет остановился на варианте с плановым грузооборотом около 30 млн пудов и стоимостью 3,5 млн рублей.
Строительство по утверждённому проекту началось на наиболее защищённом от ветра северо-восточном берегу Цемесской бухты. Предполагалось построить мол, набережные, подъездные пути, мостовые устройства и мощёные дороги, установить 2 «катучих крана», маяк на голове юго-восточного мола, организовать освещение и водоснабжение, возвести здания мастерских, столовой, кухни, казармы, больницы. В 1886 году проект, смета и условия производства работ были утверждены Комиссией по устройству коммерческих портов. В июле 1886 года был заключён договор с французской фирмой «Лешерн-фон-Герцфельд и Сипайло». Работы шли с задержками, и заинтересованное в готовности порта к моменту постройки железной дороги Общество Владикавказской железной дороги добилось разрешение на постройку в порту 5 деревянных пристаней общей протяжённостью 1472 метра в северо-западной части бухты с подъездными путями для поездов. К западу от запроектированных казённых пристаней Общество Владикавказской железной дороги построило пассажирский причал, который сдало в аренду Русскому обществу пароходства и торговли, там же разместились несколько частных нефтяных пристаней. К востоку от них разместилась пристань, принадлежавшая обществу «Русский стандарт», также служившая для налива нефти. 8 августа 1888 года, вскоре после завершения рельсового пути к Новороссийску из Новороссийского морского порта вышел первый пароход — гружёное зерном французское судно «Мингрели». К 1895 году были построены западный и восточный молы и казённые причалы, один из которых арендовало общество «Черноморский цемент», которое отгружало цемент, произведённый из обнаруженных близ Новороссийска залежей мергеля. Таким образом, частный капитал сыграл значительную роль в становлении Новороссийского морского порта. В целом, Общество Владикавказской железной дороги вложило в развитие станции и морского порта 15 млн рублей, что превышало совокупную стоимость всех производственных и транспортных предприятий Новороссийска.
В 1890-х годах Новороссийский морской порт по грузообороту занимал 7-е место в Российской Империи и 4-е место среди всех портов на Азовско-Черноморском побережье. На экспорт шли зерно, цемент и нефть, импортировались продукция лёгкой и тяжёлой промышленности, овощи и фрукты. В 1900—1910 годах в Новороссийский морской порт заходило до 600 российских и 400 иностранных судов в год. К началу Первой мировой войны грузооборот Новороссийского морского порта достиг 93 млн пудов (1,5 млн тонн) в год, из которых 65—69 млн пудов (более 1 млн тонн) составлял экспорт зерна. Всего в те годы через Новороссийский морской порт экспортировалось ⅔ всего зерна Юга России. В порту работало 38 причалов общей протяжённостью 5,7 километров, причём около 80 % всех портовых мощностей принадлежало Обществу Владикавказской железной дороги. Рост грузооборота в порту Новороссийска способствовал развитию всей экономики города, развитию предприятий и коммерческих банков.

### СССР
В годы Гражданской войны Новороссийский морской порт был значительно разрушен в боях между Красной и Добровольческой армиями. После установления контроля большевиков хозяйство Новороссийского порта было национализировано. В 1921—1922 годах Новороссийский порт сыграл важную роль в отправке продовольствия голодающим труженикам Поволжья, за что коллектив порта был удостоен Ордена Трудового Красного Знамени. Второй орден портовики получили в 1925 году за подъём со дна затопленного в годы Первой мировой войны нефтеналивного транспорта «Эльбрус». Параллельно шло восстановление инфраструктуры порта и его грузооборота. Если в 1920 году было перевалено 16 тысяч тонн грузов, то в 1923 — уже 1,2 млн тонн. К 1926 году было восстановлено 20 причалов, завершено строительство угольного пирса (позднее получившего наименование «Импортный»). В 1926—30 годах Новороссийский морской порт превысил довоенные объёмы отгрузки хлеба, а в годы второй пятилетки — довоенный грузооборот. Ряд деревянных пристаней были заменены железобетонными, для обслуживания судов каботажного флота был вырыт ковш, построены набережная и холодильник.
К 1940 году Новороссийский морской порт стал важнейшим портом на юге СССР. Он включал 4 погрузочно-разгрузочных района, импортный и цементный пирс, каботажный участок и Восточную набережную общей площадью 106,5 га. В порту действовал 41 причал общей протяжённостью 4,69 километра. В порту работали 2076 человек, включая 509 грузчиков. В 1940 году Новороссийский морской порт обработал 416 судов и перевалил 1554 тысячи тонн грузов. После начала Великой Отечественной войны через порт были организованы эвакуация людей и предприятий, поставки снаряжения и боеприпасов на фронт. За выполнение боевого задания, мужество и отвагу многие работники порта были удостоены государственных наград. К моменту освобождения города в сентябре 1943 года из всей портовой инфраструктуры сохранилась лишь одна пристань. По решению Государственного комитета обороны в том же году начался ремонт, и 1 октября 1944 года порт официально возобновил работу. К 1950 году порт был восстановлен, к середине 1960-х были построены Широкий пирс № 1 в Западном районе порта, нефтегавань «Шесхарис» в Центральном районе, морской вокзал с пассажирскими причалами, Дворец моряков, мастерские и другие объекты.
28 сентября 1981 года произошла авария на танкере «Гавана», в результате которой погиб один человек и были ранены ещё четверо.
31 августа 1986 года в Цемесской бухте произошло столкновение пассажирского парохода «Адмирал Нахимов» и балкера (навалочника) «Пётр Васёв», в результате чего 423 человека погибли.

## Инфраструктура

### Система управления движением судов
Безопасность навигации в акватории Новороссийского морского порта обеспечивает система управления движения судов (СУДС), в состав которой входят центр управления СУДС и четыре береговые радиолокационные радиостанции (БРЛС): «Дооб», «Пенай», «Геленджик» и «Южная Озереевка». Антенна БРЛС «Дооб» установлена возле Дообского маяка на высоте 95 метров над уровнем моря, обеспечивает обзор подхода судов к Новороссийской бухте и дублирует обзор самой бухты в случае выхода из строя БРЛС «Пенай». Антенна «Пенай» располагается на переднем знаке Пенайских створных знаков на высоте 35 метров над уровнем моря, обеспечивает обзор бухты Новороссийск и дублирует обзор БРЛС «Дооб» на дальних дистанциях. Антенна БРЛС «Геленджик» установлена на юго-восточном склоне мыса Дооб на высоте 301 метр над уровнем моря и предназначена для дальнего обзора подходов к Новороссийской бухте и дублирования обзора БРЛС «Южная Озереевка». Антенна «Южной Озереевки» расположена на мачте створного знака мерной мили Южная Озереевка и осуществляет обзор зоны эксплуатационной ответственности Каспийского трубопроводного консорциума и подходов к ней.
БРЛС обнаруживают суда на расстоянии 15—20 миль до подхода к порту, определяют их координаты, скорость и направление движения. При риске аварийной ситуации информация направляется операторам СУДС и другим судам в радиусе действия. Суда не вправе входить в зону действия СУДС или начинать движение без разрешения СУДС порта Новороссийск.

## Объекты порта

### Новороссийский лесной порт
До революции черноморские порты России не имели специализированных отгрузочных лесных баз, но через Новороссийский морской порт исторически проходил «разный лесной экспорт» в страны Ближнего Востока. В 1929—31 годах в Новороссийском порту был организован отдельный участок для экспорта древесины со складами, лесобиржами и причалами, управление которой было передано новороссийской портовой конторе «Экспортлес». Контора прекратила работу в 1940—41 годах вместе с прекращением внешней торговли через Новороссийский порт. С начала 1945 года на её территории начала работать новороссийская лесоперевалочная база Главснаблеса, которая принимала поставки пиломатериалов твёрдых пород из Румынии для восстановления народного хозяйства. С ростом экспорта древесины через Новороссийский порт решением Совета министров от 14 июня 1956 года лесоперевалочная база была реорганизована в Новороссийский лесной порт Министерства лесной, целлюлозно-бумажной и деревообрабатывающей промышленности СССР.
Минлеспром ассигновал 8 млн рублей на расширение и оборудование лесной гавани для торговли со странами Средиземноморского бассейна, Ближнего и Среднего Востока, рассчитанной на экспорт 250 тысяч м³ и импорт 100 тысяч м³ леса. Уже в 1956 году были поставлены 11 автопогрузчиков, 12 лесовозов и 5 автомашин. По утверждённому в марте 1957 года проекту реконструкции и расширения порта ему были отведены 15,3 га плавневых земель по правому берегу реки Цемес и 9,7 га по левому берегу, а в августе 1960 года для увеличения складских площадей лесному порту были переданы все причалы, здания и сооружения, находившиеся в управлении военного ведомства, что довело его общую площадь до 48,2 га. В 1961 году для обеспечения роста лесоэкспорта были дополнительно ассигнованы 1 млн 176 тысяч рублей на модернизацию и механизацию порта для достижения 750 тысяч м³ экспорта и 250 тысяч м³ лесоимпорта. В 1958 году общий грузооборот порта составил 415 тысяч м³, в 1968 году через Новороссийский лесной порт прошло более 1700 тысяч м³ грузов, включая свыше 850 тысяч м³ отгруженных лесоматериалов, что принесло свыше млн рублей прибыли.
В 1968 году в Новороссийском лесном порту была введена в эксплуатацию шестикамерная сушилка финской фирмы «Валмет». На конец 1960-х годов порт был оборудован складами для хранения ценных пиломатериалов, фанеры и древесных плит, 1500 подстойных мест для единовременного хранения 157 тысяч м³ экспортных пиломатериалов и глубоководными причалами с портальными кранами, которые могли принять одновременно 4 океанских парохода, железнодорожными кранами, автомобильной и другой техникой. Объёмы перевалки леса росли, и к концу 1970-х годов отгрузка леса превысила 1 млн м³, что принесло государству 44 млн 430 тысяч рублей прибыли. К 1980 году территория лесного порта достигла 56,8 гектаров. К этому времени порт стал предприятием союзного значения с 30 башенными, портальными, козловыми и железнодорожными кранами, 2 линиями формирования пакетов, сушки и увязки пиломатериалов, двумя торцово-маркировочными установками, установкой для сортировки пиломатериалов по длине, 52 автомобильными и электрическими погрузчиками, 33 автолесовозами, 9 автопоездами и другими средствами механизации. В 1992 году Новороссийский лесной порт был акционирован как «Новорослесэкспорт» и приватизирован, после чего начал функционировать как универсальный порт, помимо лесоматериалов перегружая металлы и прочие грузы. В 1999 году в лесном порту начал работать контейнерный терминал. В 2006 году «Новорослесэкспорт» вошёл в группу НМТП.

### Новороссийский судоремонтный завод
Крупная судоремонтная база появилась в Новороссийском морском порту весной 1918 года, когда согласно декрету Совнаркома о национализации торгового флота занятые ремонтом пристаней и портового оборудования мастерские, паровозное депо и эллинг для подъёма барж и катеров на восточной стороне Цемесской бухты были объединены в портовые мастерские. В 1920-х годах мастерские были расширены, появились механический, кузнечно-литейный и инструментальный цеха для ремонта судов каботажного флота, вслед за чем портовые мастерские были переименованы в судоремонтные. В 1930-х годах рабочие мастерских занимались демонтажом орудийных башен линкора «Свободная Россия», затопленного в Цемесской бухте в 1918 году, ремонтом первого отечественного танкера «Советская нефть» и впервые в СССР осуществили замену бортовой обшивки парохода на плаву. В августе 1941 года на базе мастерских был организован судоремонтный завод.
После начала войны в Новороссийск из Одессы были доставлены 2 плавучих дока, и рабочие судоремонтного завода занимались ремонтом военных кораблей и вооружением гражданских судов, а сам завод был переориентирован на выпуск оборонной продукции. С приближением немецких войск оборудование было частично эвакуировано в южные порты, частично перенесено в штольни у цементных заводов. После захвата основной части города часть рабочих ушла в партизанский отряд «Норд-Ост», а остальные были эвакуированы. В ходе боёв за Новороссийск завод был полностью разрушен, и его восстановление началось сразу после освобождения города в сентябре 1943. Уже в январе 1944 года был построен эллинг и отремонтировано первое судно, в апреле был поднят и восстановлен 4000-тонный плавучий док, и завод начал выполнять заказы по восстановлению портового флота и кораблей ВМФ. К 1948 году завод вышел на полную мощность.
В 1950-х годах начались реконструкция и расширение Новороссийского судоремонтного завода, были открыты новые механический и литейный цеха, оборудован гальванический участок. В 1965 году у завода появился 27000-тонный плавучий док. В 1966 году завод получил диплом II степени ВДНХ за разработку конструкции автоматического устройства с программным управлением для очистки борта судна от коррозии. В 1980-е площадь завода выросла с 16,6 до 25 га за счёт новых объектов и сооружений для ремонта крупнотоннажных судов. В 1985 году завод получил самый мощный в стране док грузоподъёмностью 60000 тонн, что позволило обслуживать любые гражданские и военные суда отечественного флота. После распада СССР заказы на судоремонт сократились, и предприятие занялось отгрузкой металлов, позднее — стройматериалов и накатных грузов. В 2006 Новороссийский судоремонтный завод вошёл в состав группы НМТП. На 2013 год, несмотря на наличие значительных ремонтных мощностей, завод фактически не выполнял свою основную функцию по ремонту судов.

### Нефтяная инфраструктура
Развитие перевалки нефти в Новороссийском морском порту началось с деятельности братьев Нобель и Ротшильдов. В собственности Нобелей были нефтяные склады, 95-километровый нефтепровод, сливная эстакада для железнодорожных цистерн, насосы и морской причал для обработки судов дедвейтом до 1,5 тысяч тонн. Один из клёпаных резервуаров Нобелей проработал в Новороссийском порту до 1988 года. Принадлежавшая Ротшильдам «Каспийско-Черноморская нефтяная компания» совместно с Royal Dutch Shell учредила компанию Nouvelle Societe du Standard Russe Grozny (в России известную под названиями «Русский стандарт» и «Русский грозненский стандарт»). В 1882 году «Русский стандарт» построил в порту нефтеперерабатывающий завод. а в 1885 году ввёл в эксплуатацию 70-вёрстовый нефтепровод от Ильских промыслов до Новороссийска."Русский стандарт" разместился на территории к востоку от участка Владикавказской железной дороги и построил 150-метровую пристань для отгрузки нефти и нефтепродуктов.
После национализации нефтяных предприятий в 1918 году экспорт нефти стал важным источником валютных доходов для советского государства. В 1920-е и 1930-е годы экспорт нефти и нефтепродуктов поддерживался на высоком уровне. В годы Второй мировой войны нефтебаза, как и другие предприятия города, была полностью уничтожена, и к идее строительства нефтяного терминала в Новороссийске советская власть вернулась в 1950-х годах.

#### «Шесхарис»
Проектирование перевалочного комплекса в Новороссийске началось в 1960 году на основании постановлений Советов министров СССР и РСФСР, датирующихся 1956, 1957 и 1959 годами. Строительство велось в рамках обширной программы по развитию нефтегазовой отрасли и увеличению экспорта нефти и находилось на личном контроле Никиты Хрущёва. На берегу Цемесской бухты у мыса Шесхарис на территории, начинающейся на уровне 100 метров над уровнем моря и спускающейся до 40 метров был построен резервуарный парк ёмкостью 99 тыс. м³. Строительством руководил Николай Байбаков, по приказу Иосифа Сталина курировавший уничтожение скважин и нефтеперерабатывающих предприятий в Кавказском регионе в годы войны, а после руководивший восстановлением нефтяной промышленности региона. Масштабная стройка вдохновила несколько рассказов писателя Владимира Монастырёва и графических работ художника Григория Булгакова.
В ходе строительства нефтегавани был построен оградительный мол с причалами, рассчитанный на волны высотой до 6,5 метров, проведено внутреннее и внешнее берегоукрепление, проведён подводный трубопровод балластных вод. 19 октября 1964 года, когда было объявлено, что Никиту Хрущёва на постах Первого секретаря ЦК КПСС и председателя Президиума Совета министров СССР сменили Леонид Брежнев и Алексей Косыгин, у причала № 4 «Шесхариса» был загружен первый танкер — «Лихославль», который отправился с грузом нефти в Италию. Параллельно со строительством «Шесхариса» в 1962 году в урочище Грушевая балка началось строительство резервуарного парка вместимостью 200 тысяч м³, который по завершении связали с «Шесхарисом» технологическим тоннелем длиной свыше 3 километров, проходящим через Маркотхский хребет. За счёт наклона нефть и нефтепродукты стекали вниз по трубам, проходя пункты учёта количества и контроля качества.
Комплекс Новороссийской нефтебазы, в состав которого вошли «Шесхарис» и «Грушевая балка», стал крупнейшим в Европе и самым мощным в СССР. В 1966 и 1976 году в «Шесхарисе» были введены в эксплуатацию системы очистки производственных и балластных вод танкеров, в 1978 — введён в эксплуатацию нефтепровод для прямого налива судов из резервуаров «Грушевой балки», построен глубоководный причал и автоматизирован налив танкеров. К 1996 году «Шесхарис» ежегодно переваливал более 50 млн тонн нефти, которая поставлялась в 23 страны мира. В 2002—2003 годах общая ёмкость резервуарного парка «Грушевой балки» была доведена до 1,2 млн м³. В 2012 году нефтебазы «Шесхарис» и «Грушевая балка» были объединены в одно предприятие — «Перевалочный комплекс Шесхарис».
На 2012 год через «Шесхарис» проходило более 30 % российского экспорта нефти и нефтепродуктов. Нефтегавань оборудована 3 пирсами, а общая протяжённость её причалов составляет 2008 метров. Причал № 1 имеет наибольшую глубину, позволяет принимать танкеры дедвейтом до 250 тысяч тонн и осадкой 19 метров и используется только для налива нефти (его производительность составляет 10 тысяч тонн в час). Причал № 2 имеет глубину 14,5 метров и принимает танкеры дедвейтом до 90 тысяч тонн и осадкой до 13,9 метров (скорость погрузки составляет от 90 тонн до 6 тысяч тонн в час в зависимости от груза). Причал № 3 рассчитан на суда дедвейтом до 33 тысяч тонн и осадкой до 10,9 метров и предназначен для погрузки мазута и дизельного топлива (800—900 тонн в час). Причал № 4 предназначен для заправки бункеровщиков с осадкой 3,6 метров. Причалы № 5 и 8 служат для перевалки нефтепродуктов и принимают танкеры дедвейтом до 12 тысяч тонн. Причалы № 6 и 7 предназначены для танкеров дедвейтом до 65 тысяч тонн и осадкой до 13 метров. Одновременно «Шесхарис» может принимать 7 танкеров.

### Инфраструктура для перевалки зерна
Ввод железной дороги и Новороссийского морского порта в эксплуатацию подстегнули развитие сельского хозяйства всего кавказского региона, открыв возможности для экспорта и доступную логистику зерна. Также в Новороссийск по железной дороге начало поступать зерно с Дона, из Поволжья и Ставрополя. Для организации хлебного экспорта и укрепления монополии на экспорт зерна Общество Владикавказской железной дороги учредило Новороссийское коммерческое агентство, которое занималось хранением хлебных грузов, погрузкой и разгрузкой судов. Для хранения зерна были построены более 20 деревянных, каменных и железных амбаров. Все операции по выгрузке зерна в амбары, очистке и просушке, погрузке зерна на вагоны для доставки в порт и выгрузке на суда выполнялись вручную, для чего агентству приходилось содержать около 1000 рабочих и грузчиков. Для снижения этих непроизводительных расходов было решено построить в Новороссийске зерновой элеватор.
В 1890 на выбранном участке были возведены мастерские, которые впоследствии выполняли заказы для будущего элеватора. Строительство началось в 1891 году по проекту архитектора Станислава Кербедза, работами руководил инженер А. Н. Щенсневич. Элеватор состоял из двух боковых силосных корпусов, которые вмещали 364 закромов шестиугольной формы, вмещавших 3 млн пудов (47 тысяч тонн) зерна, и башни высотой в 14 этажей. Здание было выстроено из камня, кирпича и железа в 1893 году. Рядом с ним была построена первая в мире промышленная электростанция трехфазного тока по технологии Михаила Доливо-Добровольского с 4 генераторами по 300 кВт. Чертежи электростанции выполнила швейцарская фирма «Броун Бовери», а электрооборудование было изготовлено на месте. В 1893 году было завершено строительство здания, а в октябре 1894 года элеватор был введён в эксплуатацию.
Для подачи зерна в порт была построена крытая эстакада протяжённостью 1137 метров с двумя ленточными транспортёрами, которые подавали зерно на эстакадные пирсы-причалы № 2 и № 3 где зерно загружалось непосредственно в трюмы судов. Также перегрузка зерна была организована на причале-пирсе № 1, который имел двухъярусную эстакаду: на нижнем уровне погрузка велась вручную, на верхнем — с помощью вагонеток. Были механизированы и связаны с элеватором и транспортёрной галереей расположенные поблизости 14 амбаров-складов, построены элеваторные башни. Благодаря электрификации и механизации число обслуживающего персонала элеватора было сокращено до 60 человек. Строительство элеватора, электростанции и всей механизации обошлось в 2 млн 418517 рублей. По ёмкости новороссийский элеватор уступал только элеватору в Чикаго, а по технической оснащённости не имел равных в мире. Он был открыт для посещений и экскурсий. Элеватор пережил все войны XX века и прекратил функционировать только в 1972 году. В 2017—2018 годах началась реставрация здания с приспособлением под современное использование: там планируется разместить выставочные пространства.

## Управление портом
В соответствии с федеральным законом № 261-ФЗ «О морских портах в Российской Федерации и о внесении изменений в отдельные законодательные акты Российской Федерации» приказом Министерства транспорта Российской Федерации был создано Федеральное государственное бюджетное учреждение (ФГБУ) «Администрация морских портов Черного моря». ФГБУ предоставляет организационное, материально-техническое и финансовое обеспечение капитанам морских портов Сочи, Туапсе, Геленджик, Новороссийск, Анапа, Тамань, Керчь, Феодосия, Ялта, Севастополь и Евпатория. Служба капитана Новороссийского морского порта входит в состав ФГБУ «АМП Чёрного моря» и обеспечивает контроль за соблюдением законов, постановлений, распоряжений, правил и международных договоров по торговому мореплаванию.

## Санкции
25 февраля 2022 года, из-за российского вторжения в Украину, Новороссийский морской порт включён в санкционный список всех стран Евросоюза. Согласно решению Еврокомиссии, порту запрещено предоставлять инвестиции, оказывать помощь в операциях с ценными бумагами, также европейским компаниям запрещается заключать с ним сделки.
21 февраля 2024 года Новороссийский морской порт включён в санкционный список Канады против организаций связанных с военно-промышленным комплексом". Также порт находится в санкционных списках Австралии, Украины и Швейцарии.

## Операторы порта
По данным Реестра морских портов Российской Федерации, в Новороссийском морском порту действует 16 операторов терминалов — компании «Каспийский трубопроводный консорциум», «Контейнерный терминал НУТЭП», «Зерновой терминал КСК», «Новороссийский судоремонтный завод», «Морспасслужба Роморречфлота», «Новорослесэкспорт», «Новороссийский зерновой терминал», «Новороссийский комбинат хлебопродуктов», «Новороссийский топливный терминал» (включая «Инмортерминал»), «Командор», «Морские инженерные сооружения», «Новороссийский нефтеперевалочный комплекс», ИПП, «Новороссийская промышленная компания» и «Апрель», а также индивидуальный предприниматель Артак Василян и ФГУП «Росморпорт».

### ДелоПортс
Группа компаний «Дело» была учреждена в 1993 году сыном главного диспетчера порта Сергеем Шишкарёвым и стала первой крупной частной стивидорной компанией в Новороссийском морском порту. В 2015 году новороссийские активы ГК «Дело» были объединены в рамках холдинга «ДелоПортс», в структуру которой вошли контейнерный терминал НУТЭП (Новороссийское узловое транспортно-экспедиционное предприятие), зерновой терминал КСК и сервисная компания «Дело», предоставляющая бункеровочные, буксирные и другие услуги на причалах терминалов «ДелоПортс». Ранее ГК «Дело» также владела нефтепродуктовым терминалом ННК (Новороссийский нефтеперевалочный комплекс) и в 2013 году продала его дочерней структуре «Газпрома». По состоянию на I квартал 2018 года НУТЭП был вторым по общей переработке контейнеров терминалом на Чёрном море, а КСК — третьим по величине зерновым терминалом в черноморском регионе России.

### Группа НМТП
Компания «Новороссийский морской торговый порт» (НМТП) была образована в результате приватизации Новороссийского морского порта в начале—середине 1990-х годов. В результате крупные пакеты акций порта получили «Никойл», ГК «Дело» Шишкарёва и Русский генеральный банк (РГБ), совладельцами которого были Александр Скоробогатько и Александр Пономаренко, ещё часть НМТП осталась в государственной собственности. С 1998 года Скоробогатько и Пономаренко начали последовательно увеличивать долю в НМТП и других стивидорных активах в Новороссийском порту. В 2006 году они выкупили доли ГК «Дело» и «Уралсиба» (бывший «Никойл») и консолидировали свыше 70 % НМТП. Вместе с компаниями «Флот Новороссийского морского торгового порта» (услуги бункеровки и буксировки), «ИПП» (перевалка нефтепродуктов и жидких удобрений), «Новорослесэкспорт» (перевалка лесоматериалов и контейнеров), «Новороссийский судоремонтный завод» (судоремонт и перевалка металлов) и «Новороссийский зерновой терминал» (перевалка зерна) НМТП образовал единый холдинг, который стал самым крупным оператором Новороссийского морского порта.
В ноябре 2007 года холдинг провёл IPO на Лондонской фондовой бирже. В 2008 году на фоне конфликта с «Транснефтью» из-за поддержания работы нефтегавани Шесхарис на территории порта Скоробогатько и Пономаренко привлекли в капитал НМТП Аркадия Ротенберга. В 2011 году Скоробогатько, Пономаренко и Ротенберг продали контрольный пакет НМТП «Транснефти» и группе «Сумма» Зиявудина Магомедова. С 2013 года между «Суммой» и «Транснефтью» возникли разногласия, и компании публично обсуждали возможность раздела НМТП, в рамках которого первая получила бы «сухие» терминалы, а вторая — нефтеналивные. Весной 2018 года Зиявудин Магомедов и его старший брат, бывший член Совета Федерации от Смоленской области Магомед Магомедов были арестованы по обвинению в создании организованного преступного сообщества и мошенничестве. В октябре 2018 года «Сумма» продала принадлежавшую ей долю в НМТП «Транснефти», которая таким образом увеличила своё участие до 60,62 %. В феврале 2019 года НМТП продал 100 % Новороссийского зернового терминала банку ВТБ.

### КТК
Большой объём перевалки грузов в Новороссийском морском порту приходится на Каспийский трубопроводный консорциум, управляющий терминалом «КТК-Р» в Южной Озереевке. Терминал является конечной точкой нефтепровода от нефтегазового месторождения Тенгиз в западном Казахстане к Новороссийску, где нефть грузится на танкеры для отправки на мировые рынки. КТК был создан в июле 1992 года властями Казахстана и Омана, позднее к проекту присоединилась Россия. Строительство началось в мае 1999 года, торжественная церемония сварки «золотого стыка», ознаменовавшая окончание укладки линейной части нефтепроводной системы, прошла в Южной Озереевке в ноябре 2000 года, а промышленная эксплуатация трубопровода началась после получения разрешений контролирующих органов России и Казахстана в апреле 2003 года. Терминал КТК оснащён тремя выносными причальными устройствами (ВПУ), позволяющими безопасно загружать танкеры на большом удалении от берега, в том числе при неблагоприятных погодных условиях. В январе—ноябре 2018 года через терминал было отгружено 55,129 млн тонн брутто с месторождений Тенгиз, Карачаганак и Кашаган. На конец 2018 года акционерами терминала были Российская Федерация, представленная «Транснефтью» (24 %) и «КТК Компани» (7 %), Казахстан, представленный «КазМунайГазом» (19 %) и Kazakhstan Pipeline Ventures (1,75 %), Chevron Caspian Pipeline Consortium Company (15 %), LukArco (12,5 %), Mobil Caspian Pipeline Company (7,5 %), Rosneft-Shell Caspian Ventures (7,5 %), BG Overseas Holding (2 %), Eni International (2 %) и Oryx Caspian Pipeline (1 %).

## Военная гавань
Новороссийская военно-морская база была создана большевиками в 1920 году и в годы Гражданской войны её боевые соединения и корабли принимали участия в боях с Белым движением в Крыму и Закавказье. Деятельное развитие базы началось на фоне ухудшения политической обстановки в конце 1930-х, и в годы Великой Отечественной войны Новороссийск служил опорным пунктом поддержки осаждённых Севастополя и Одессы, а моряки участвовали в Керченско-Феодосийской десантной операции и обеспечивали эвакуацию. После войны основной базой Черноморского флота стал Севастополь, военно-морская база была расформирована, а бухту использовали в качестве военно-морского района тылового базирования. Позднее на территории бывшей базы располагались подводные лодки Министерства рыбного хозяйства и была организована стоянка гидрографических судов, а само место получило народное название «Геопорт».
В позднесоветский период силы Черноморского флота размещались на территории Грузинской и Украинской ССР в портах Севастополя, Одессы, Батуми и Поти. После распада СССР остро встал вопрос о переносе главной базы флота в Новороссийск. В сентябре 1994 года был вновь сформирован Новороссийский военно-морской район, а 1997 году он был преобразован в Новороссийскую военно-морскую базу. Для обеспечения модернизации и расширения базы в 2005 году была принята федеральная целевая программа «Создание системы базирования Черноморского флота на территории Российской Федерации в период 2005—2020 гг.», в соответствии с которой Федеральное агентство специального строительства начало возведение новых объектов. Для защиты внутреннего рейда базы от шторма был построен мол, западная часть которого имеет протяжённость 850 метров, а восточная — 1450 метров. Сооружение рассчитано на волны высотой до 5 метров и устойчив к землетрясениям амплитудой до 9 баллов. База рассчитана на приём до 100 кораблей водоизмещением от 1500 до 30 тысяч тонн, для чего были сооружены 5 причалов, включая плавучий. Также в бухте предусмотрен причал для подводных лодок, где могут разместиться все 7 дизельных субмарин, входящих в состав Черноморского флота.

## Прочие объекты порта

### Памятники
В береговой зоне Цемесской бухты перед историческим зданием управления порта расположен один из первых в СССР памятников Владимиру Ленину. Идея установки монумента была озвучена в 1924 году вскоре после смерти вождя пролетариата, решение было принято Черноморским окружным комитетом РКП(б) в апреле 1925 года, закладка состоялась в ноябре. Средства на строительство вносили служащие и рабочие порта, сотрудники других городских организаций и жители других черноморских городов — Анапы, Сочи, Туапсе. Для установки памятника был расширен сквер, располагавшийся перед Дворцом труда — бывшим зданием Коммерческого агентства Владикавказской железной дороги. Памятник был выполнен по проекту Василия Козлова, авторами пьедестала выступили скульпторы Леопольд-Август Дитрих и К. Дитрих и архитектор О. Доманский. Бронзовая фигура вождя была отлита на заводе «Красный выборжец» в Ленинграде, работы по изготовлению пьедестала выполнили рабочие треста «Черстрой». Памятник был открыт в День солидарности трудящихся 1 мая 1926 года. В годы войны памятник оказался в зоне боевых действий, использовался для пристрелки, был заминирован отступающими немецкими войсками. После освобождения города памятник Ленину был отремонтирован, в 1974 году — взят под охрану как объект монументального искусства республиканского значения, после реставрации в 1987—89 годах ему был присвоен статус объекта культурного наследия федерального значения. Главным элементом скульптурной композиции выступает обращённая к морю бронзовая фигура Ленина в полный рост, стоящая на цилиндрическом пьедестале, нижняя часть которого изображает нос символического корабля «Коминтерн». У подножия монумента расположены горельефные изображения борцов за советскую власть и строителей социализма, часть из которых имеет исторические прототипы. Композицию завершает обелиск в виде маяка, у основания которого помещены серп и молот. Общая высота памятника составляет 6 метров, скульптуры — 1,8 метра.
В сентябре 2018 года на набережной Адмирала Серебрякова возле территории Новороссийского порта по инициативе президента группы компаний «Дело» Сергея Шишкарёва был установлен памятник «Портовикам Новороссийска». Финансирование проекта взяли на себя «Дело» и «Новороссийский морской торговый порт», также пожертвования внесли несколько компаний и частных лиц. Открытие памятника было приурочено к 180-летию Новороссийска, 75-летию освобождения города в годы Великой Отечественной войны и 45-летию присвоения ему звания города-героя. Проект монумента выполнил московский скульптор Константин Кубышкин, известный памятниками Екатерине II, Ермаку и Ахмату Кадырову. Скульптурная композиция изображает девушку-тальмана, двух докеров-механизаторов и стивидора за работой. На гранитных плитах по обе стороны памятника начертаны строки указа Николая I: «Государь Императоръ, въ 30 день того Iюня, Высочайше повелѣ ть соизволилъ: …Открыть въ Новороссійскѣ на сѣверо-восточномъ берегу Чернаго моря портъ для пріема приходящихъ изъ-за границы судовъ Россійскихъ и иностранныхъ…». Высота памятника составляет 2,5 метра с постаментом, ширина — около 4 метров.

### Алексино порт Марина
В октябре 2011 года в Новороссийссийском морском порту на западном берегу Цемесской бухты начала работу верфь для ремонта маломерных судов «Алексино порт Марина». Гавань верфи защищена Г-образным молом и имеет 4 причала глубиной 2—3 метра. Изначально верфь была оснащена оборудованием для обслуживания судов длиной до 35 метров и водоизмещением до 160 тонн. В 2017—2018 годах была проведена модернизация верфи, в ходе которой верфь получила возможность доковать суда водоизмещением до 450 тонн. На территории верфи работают компании, выполняющие ремонт двигателей, генераторов, судовых механизмов, покрасочные и другие работы. На 2017 год «Алексино порт Марина» была крупнейшим судоремонтным комплексом в Азово-Черноморском бассейне и обслуживала как частные суда, так и корабли ВМФ РФ, катера ФСБ РФ и суда портового и технического флота, поднадзорные Российскому морскому регистру судоходства и Российскому речному регистру. Верфь входит в состав группы компаний «Дело».

## Показатели работы порта
Грузооборот
| Год                   | 1911 | 2003 | 2004 | 2005  | 2006  | 2007  | 2008  | 2009  | 2010  | 2011  | 2012  | 2013  | 2014  | 2015  | 2016  | 2017  | 2018  | 2019  | 2020  | 2021  | 2023  |
| --------------------- | ---- | ---- | ---- | ----- | ----- | ----- | ----- | ----- | ----- | ----- | ----- | ----- | ----- | ----- | ----- | ----- | ----- | ----- | ----- | ----- | ----- |
| Грузооборот, млн тонн | 1,90 | 85,5 | 97,8 | 113,1 | 113,1 | 113,5 | 112,6 | 122,8 | 117,1 | 116,1 | 117,4 | 112,6 | 121,6 | 127,1 | 131,4 | 147,4 | 154,9 | 156,8 | 141,8 | 142,8 | 161,4 |
| Рост, %               |      | -    | 14,3 | 15,6  | 0     | 0     | 0     | 9     | -4,6  | -0,8  | 1,1   | -4    | 8     | 4,5   | 3,4   | 12,2  | 5     | 1,3   | -9,6  | 0,7   | 13    |

Объёмы работы порта по перевалке грузов различного класса за 2009, 2010 годы характеризуются следующими данными:
| Класс груза       | Грузооборот (тонн), 2009 год | Грузооборот (тонн), 2010 год |
| ----------------- | ---------------------------- | ---------------------------- |
| Генеральные грузы | 13058059                     | 13686025                     |
| Наливные          | 92045203                     | 89742596                     |
| Навалочные        | 4447800                      | 4668223                      |
| Лесные            | 905078                       | 1054379                      |
| Насыпные          | 11718368                     | 8008704                      |
| Режимные          | 339339                       | 442830                       |
| Всех грузов       | 122513847                    | 117602756                    |

Количество судозаходов в Новороссийский порт:
| Типы судов                                                                 | Количество судозаходов. 2009 год | Количество судозаходов. 2010 год |
| -------------------------------------------------------------------------- | -------------------------------- | -------------------------------- |
| Грузовые суда (сухогрузы, контейнеровозы, балкеры, ро-ро, рефрижераторные) | 2822                             | 2840                             |
| Танкеры                                                                    | 1345                             | 1251                             |
| Пассажирские                                                               | 103                              | 86                               |
| Рыболовецкие                                                               | 51                               | 30                               |
| Прочие                                                                     | 219                              | 314                              |
| Итого                                                                      | 4540                             | 4521                             |